# Lính cứu hỏa
Lính cứu hỏa (tiếng Anh: Firefighter) là lực lượng phản ứng đầu tiên được huấn luyện chuyên nghiệp về phòng cháy chữa cháy và cứu nạn, cứu hộ. Họ có nhiệm vụ kiểm soát và dập tắt các đám cháy đe dọa đến tính mạng và tài sản, đồng thời giải cứu người dân khỏi những tình huống nguy hiểm.
Ở nhiều quốc gia, Lính cứu hỏa, hay còn gọi là Lực lượng phòng cháy chữa cháy (PC&CC), Cảnh sát PCCC, hay Sở Cứu hỏa tùy theo cách gọi địa phương, là một trong ba dịch vụ khẩn cấp chính yếu bên cạnh cảnh sát và đội ngũ y tế. Từ những khu vực đô thị tấp nập đến trên những con tàu lênh đênh giữa biển, hình ảnh những chiến sĩ cứu hỏa dũng cảm đã trở nên quen thuộc trên khắp thế giới.
Kỹ năng cứu hộ an toàn được rèn luyện các kỹ năng này liên tục trong suốt sự nghiệp, thông qua các đợt đánh giá kỹ năng trong huấn luyện. Các kỹ năng ban đầu về chữa cháy thường được giảng dạy tại các học viện hoặc khóa đào tạo về phòng cháy chữa cháy được phê duyệt cấp địa phương, khu vực hoặc nhà nước. Tùy theo yêu cầu của từng đơn vị, lính cứu hỏa có thể được đào tạo thêm các kỹ năng và chứng nhận bổ sung.
Lính cứu hỏa là một trong những lực lượng thường xuyên phối hợp chặt chẽ với các lực lượng ứng phó khẩn cấp khác như cảnh sát và dịch vụ y tế cấp cứu. Sự hợp tác này vô cùng quan trọng trong việc giải quyết nhanh chóng và hiệu quả các tình huống khẩn cấp, đảm bảo an toàn cộng đồng.

## An toàn và sức khỏe nghề nghiệp

### Rủi ro trực tiếp

#### Hỏa hoạn

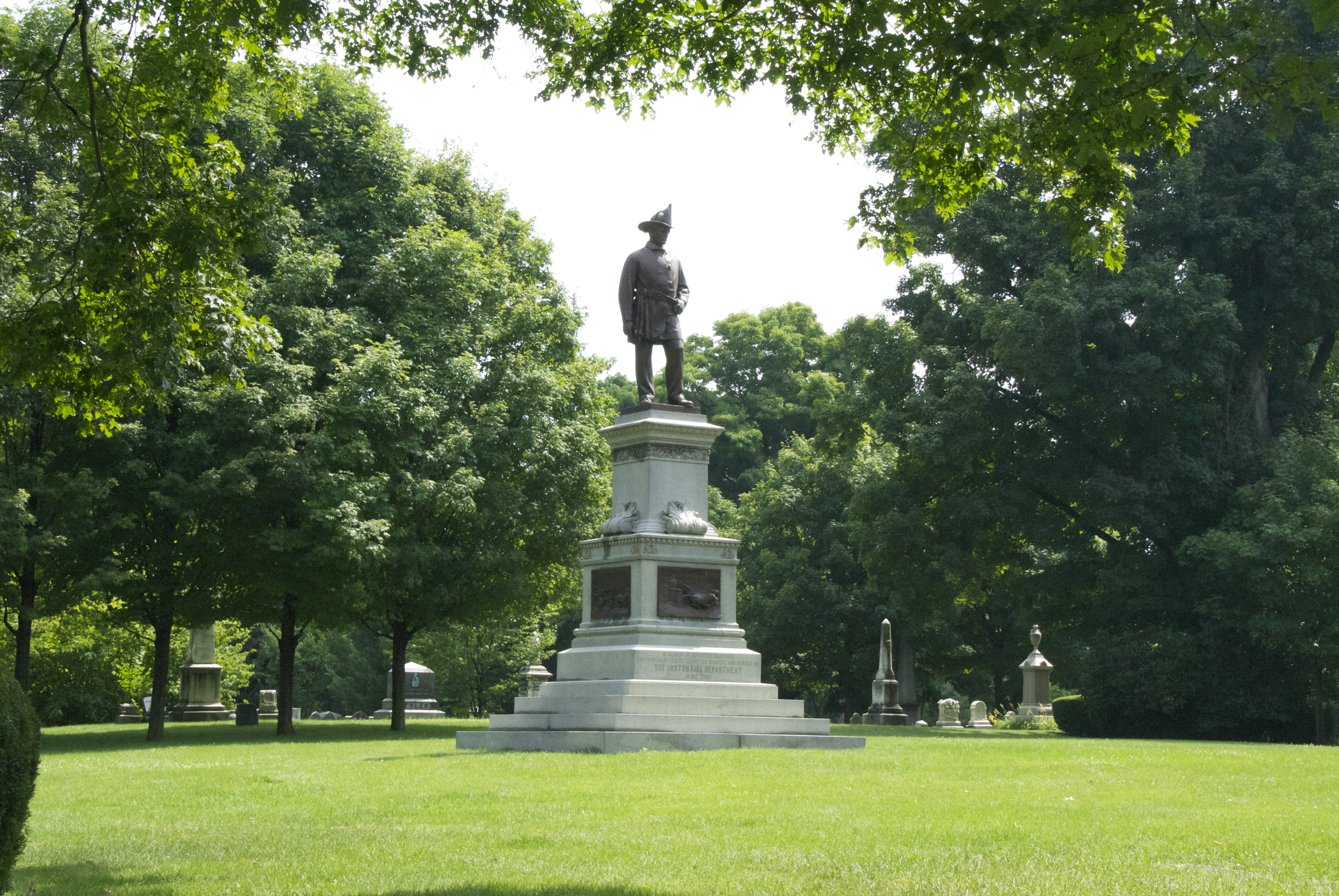
Đài tưởng niệm lính cứu hỏa (Boston) của John Wilson

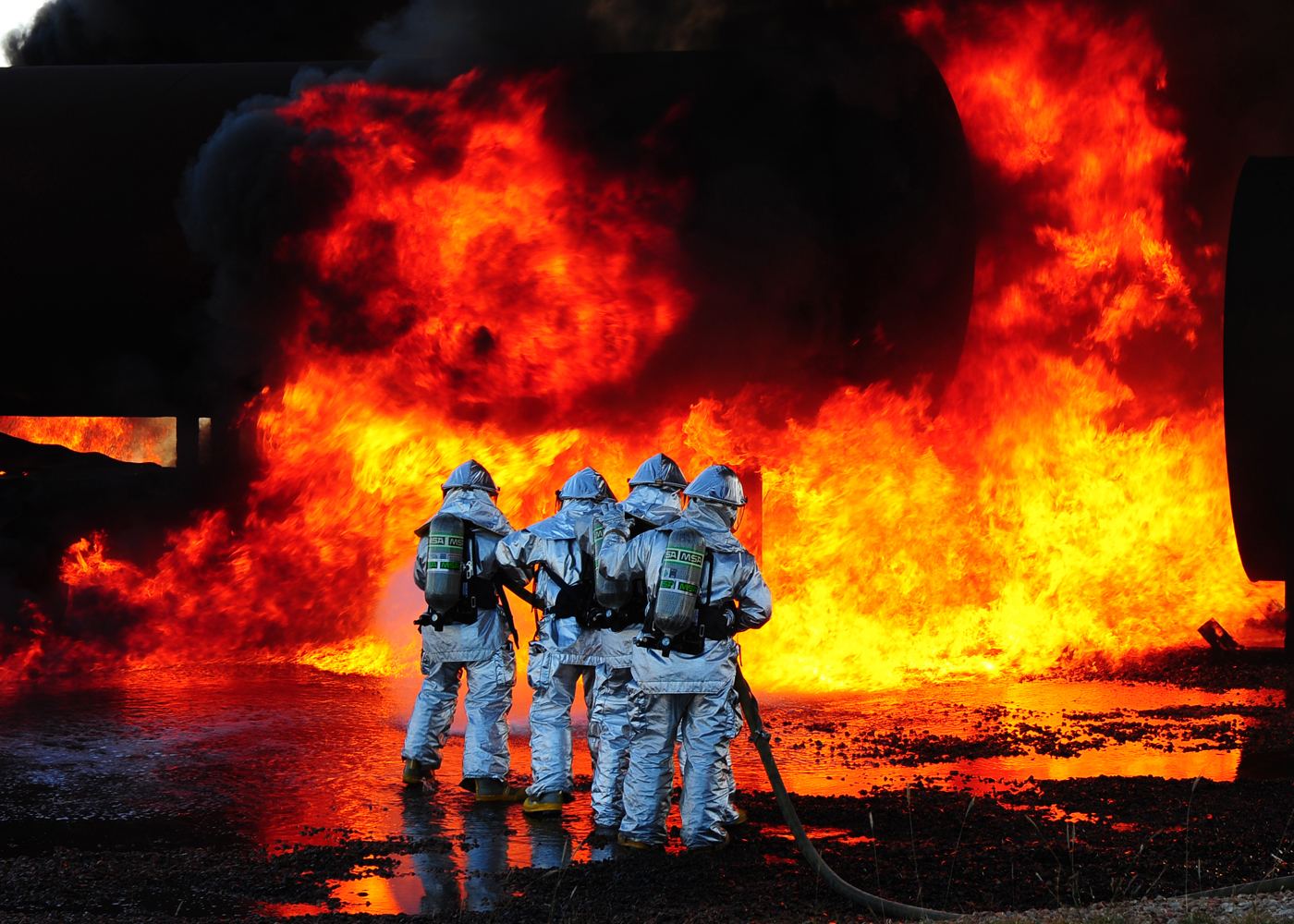
Lính cứu hỏa mặc đồ bảo hộ cá nhân (PPE) xử lý vụ cháy máy bay trong cuộc diễn tập tại Căn cứ Không quân Dyess ở Abilene, Texas

Để đảm bảo an toàn trong công tác chữa cháy, lính cứu hỏa luôn mang theo và sử dụng trang phục và thiết bị bảo hộ cá nhân. Bình thở tự cung cấp không khí (SCBA) cung cấp không khí cho lính cứu hỏa qua mặt nạ toàn mặt, giúp họ chống lại khói, khí độc và khí nóng. Hệ thống An toàn Cảnh Báo Cá Nhân (PASS) thường được đeo riêng hoặc tích hợp với SCBA, giúp phát tín hiệu báo động khi lính cứu hỏa ngừng di chuyển trong một khoảng thời gian nhất định hoặc tự kích hoạt thiết bị. Tín hiệu báo động này có thể giúp các lính cứu hỏa khác (đội FAST hoặc RIT) xác định vị trí của lính cứu hỏa gặp nạn.
Lính cứu hỏa thường mang theo dây tự cứu, một thiết bị quan trọng giúp họ thoát khỏi các tòa nhà đang cháy. Dây tự cứu dài khoảng 30 feet và có thể giúp lính cứu hỏa leo xuống từ cửa sổ cao tầng. Thiếu dây tự cứu là một trong những nguyên nhân khiến hai lính cứu hỏa thành phố New York, Trung úy John Bellew và Trung úy Curtis Meyran, thiệt mạng khi nhảy từ tầng 4 của một tòa nhà chung cư đang cháy vào năm 2009. Kể từ đó, Sở Cứu hỏa thành phố New York đã cấp dây tự cứu cho tất cả lính cứu hỏa của mình. Dây tự cứu hiện là một thiết bị an toàn bắt buộc đối với tất cả lính cứu hỏa.
Lính cứu hỏa dễ bị thương do nhiệt vì họ mặc quần áo dày, khó thoát nhiệt. Căng thẳng nhiệt có thể khiến họ mất khả năng suy nghĩ bình thường và dễ gặp tai nạn. Các thiết bị theo dõi trạng thái sinh lý có thể giúp phát hiện sớm căng thẳng nhiệt và bảo vệ lính cứu hỏa.
Lính cứu hỏa không chỉ phải đối mặt với nguy hiểm từ hỏa hoạn mà còn có nguy cơ mắc bệnh cơ. Bệnh cơ là tình trạng các tế bào cơ bị tổn thương, hủy hoại. Bệnh cơ có nhiều nguyên nhân, trong đó có việc làm việc trong môi trường nóng và mang vác thiết bị nặng.

#### Sụp đổ cấu trúc
Sự sụp đổ cấu trúc là một trong những nguyên nhân hàng đầu gây tử vong cho lính cứu hỏa khi chữa cháy. Sự sụp đổ cấu trúc có thể xảy ra bất ngờ, khiến lính cứu hỏa bị đè bẹp hoặc mắc kẹt bên trong tòa nhà.

#### Tai nạn giao thông
Ở Hoa Kỳ, trong quá trình di chuyển đến hoặc trở về hiện trường vụ việc, 25% lính cứu hỏa tử vong do tai nạn giao thông. Ngoài ra, nhiều lính cứu hỏa khác bị thương hoặc thiệt mạng do bị xe cộ đâm trúng khi đang làm nhiệm vụ tại hiện trường hỏa hoạn hoặc thảm họa. Để giảm thiểu nguy cơ tai nạn giao thông, các sở cứu hỏa ở Hoa Kỳ thường yêu cầu lính cứu hỏa mặc áo phản quang màu vàng tươi bên ngoài đồng phục khi làm việc trên đường công cộng.

#### Bạo lực đối với lính cứu hỏa
Lính cứu hỏa đôi khi bị tấn công bởi người dân khi đang thực hiện nhiệm vụ. Những hành vi bạo lực này có thể khiến lính cứu hỏa lo sợ cho sự an toàn của mình, dẫn đến việc họ không thể tập trung hoàn toàn vào công việc, có thể gây nguy hiểm cho chính họ hoặc người bị nạn. Bạo lực nơi làm việc là các hành vi lạm dụng về tinh thần và thể chất diễn ra trong quá trình thực hiện nhiệm vụ. Nhân viên cứu hộ là những người dễ gặp phải bạo lực này nhất. Trong đội cấp cứu y tế khẩn cấp (EMS), tỷ lệ các cuộc gọi có liên quan đến bạo lực nơi làm việc thậm chí còn cao hơn, từ 53% đến 90%. Bạo lực nơi làm việc là một nguyên nhân chính dẫn đến kiệt sức và trầm cảm ở nhân viên cứu hộ. Khoảng 18% lính cứu hỏa bị hội chứng căng thẳng sau chấn thương (PTSD) do bạo lực nơi làm việc và 60% từng ít nhất một lần lo sợ cho tính mạng hoặc nghi ngờ về sự an toàn của mình trong khi thực hiện nhiệm vụ.

#### Phơi nhiễm hóa chất
Lính cứu hỏa thường phải tiếp xúc với các vật liệu nguy hiểm trong môi trường, bao gồm chất chống cháy. Chất chống cháy là các hóa chất được sử dụng để làm chậm hoặc ngăn chặn sự lan truyền của lửa. Mặc dù các sản phẩm chống cháy có nhiều lợi ích trong việc giảm thiểu hỏa hoạn, nhưng các thành phần cấu tạo của chúng lại vô cùng độc hại.
Hóa chất PFAS là chất liệu đáng lo ngại nhất tạo nên các sản phẩm này. Các nghiên cứu đã liên quan việc tiếp xúc với PFAS với các ảnh hưởng sức khỏe nghiêm trọng, bao gồm các khuyết tật lớn về thần kinh và ung thư. Việc tiếp xúc lâu dài với các hóa chất này là một mối lo ngại đáng chú ý.

### Trong quá trình dọn dẹp đống đổ nát

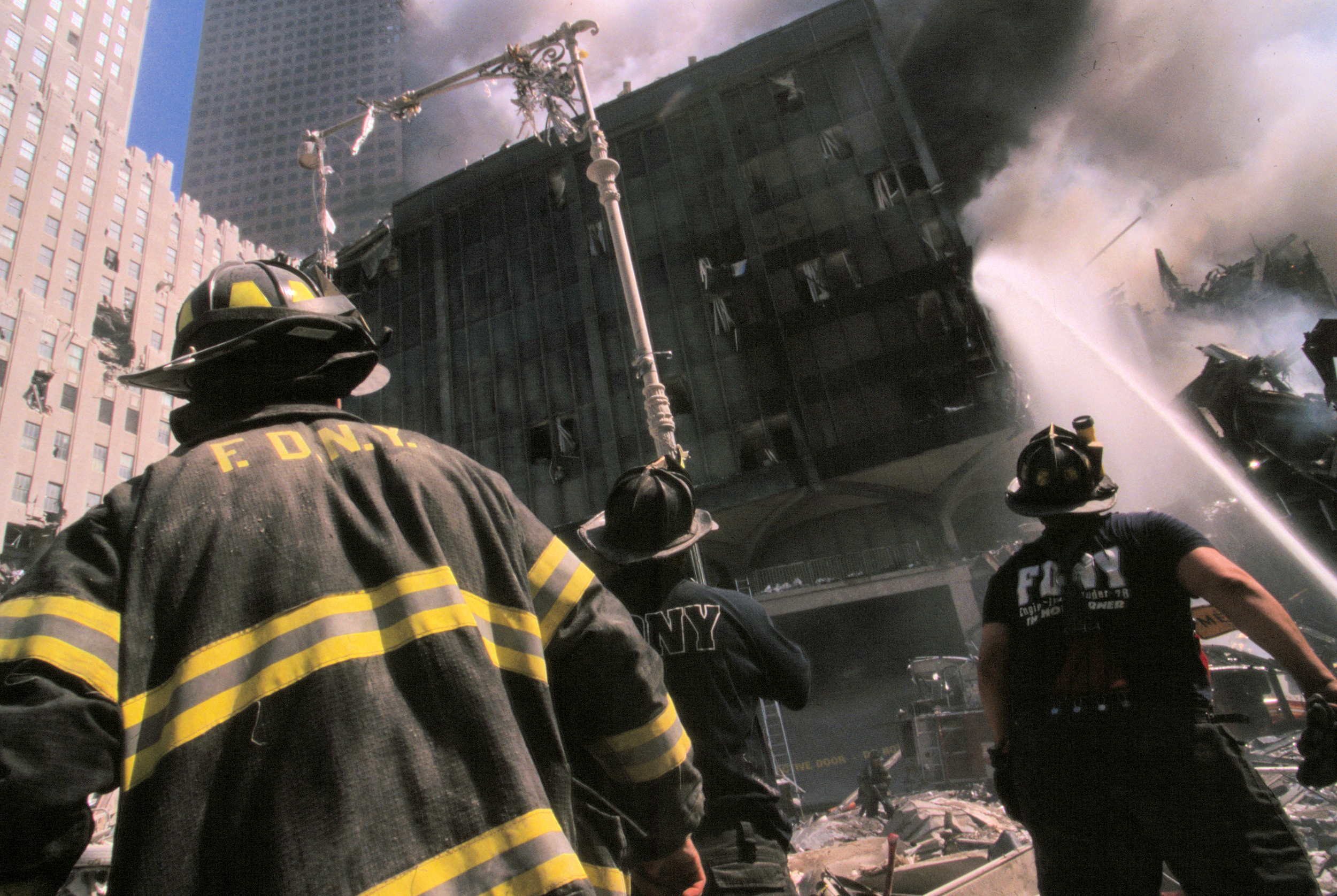
Lính cứu hỏa tại Ground Zero trong vụ tấn công 11 tháng 9

Sau khi đám cháy được dập tắt, việc dọn dẹp đống đổ nát tiềm ẩn nhiều rủi ro về an toàn và sức khỏe cho lính cứu hỏa. Các mối nguy hiểm về an toàn khi dọn dẹp đám cháy bao gồm nguy cơ bùng phát trở lại, bị điện giật, sụp đổ đột ngột.

### Rủi ro dài hạn

#### Bệnh tim mạch
Lính cứu hỏa có nguy cơ mắc bệnh tim mạch cao hơn bình thường do tiếp xúc với khói độc, tiếng ồn, căng thẳng, nhiệt độ cao và gắng sức. Trong các hoạt động chữa cháy, lính cứu hỏa thường phải gắng sức nhiều, khiến nhịp tim của họ tăng cao. Điều này có thể làm tăng nguy cơ mắc các biến cố tim mạch, chẳng hạn như nhồi máu cơ tim. Đột tử do tim là nguyên nhân phổ biến nhất gây tử vong khi làm nhiệm vụ cho lính cứu hỏa tại Hoa Kỳ, chiếm khoảng 45%.

#### Bệnh ung thư

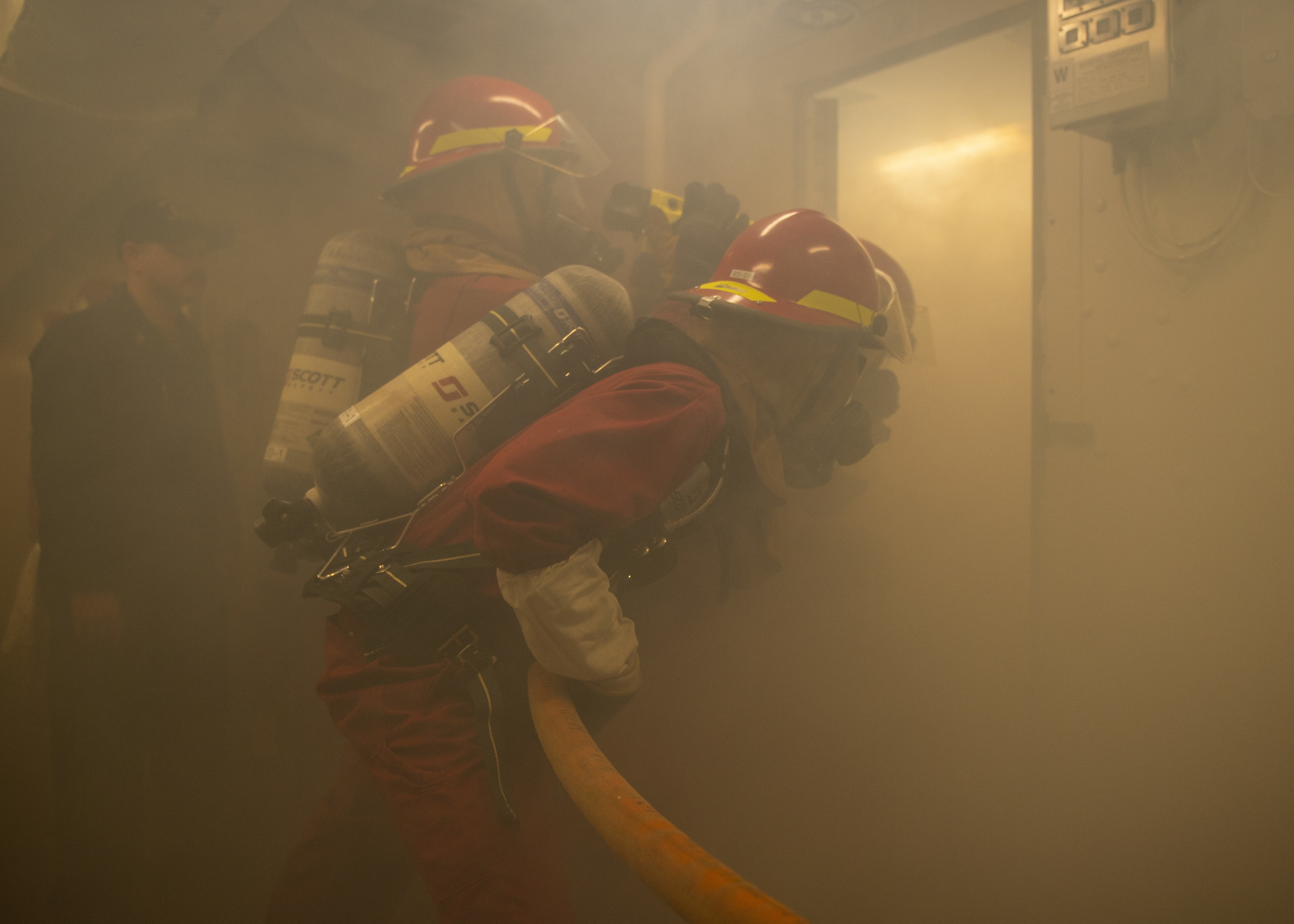
Khói có thể khiến lính cứu hỏa tiếp xúc với nhiều chất gây ung thư

Nguy cơ ung thư trong lực lượng cứu hỏa Hoa Kỳ đang là một vấn đề đáng lo ngại. Các nghiên cứu gần đây cho thấy rằng lính cứu hỏa có thể tăng nguy cơ mắc một số loại ung thư, bao gồm ung thư phổi, ung thư tuyến tiền liệt, ung thư tinh hoàn và ung thư não. Ngoài ra, các nghiên cứu quốc tế lớn cũng cho thấy lính cứu hỏa có tỷ lệ mắc ung thư cao hơn.
Thiếu nguồn dữ liệu tổng hợp và thống nhất là một trong những khó khăn lớn nhất trong nghiên cứu tỷ lệ mắc ung thư ở lính cứu hỏa.  Để giải quyết vấn đề này, Quốc hội Hoa Kỳ đã thông qua Đạo luật Thiết lập Cơ sở Thống kê Ung thư cho Lính cứu hỏa năm 2018. Đạo luật này yêu cầu Trung tâm Kiểm soát và Phòng ngừa Dịch bệnh thành lập Cơ sở Thống kê Lính cứu hỏa Quốc gia, nhằm thu thập dữ liệu về tỷ lệ mắc ung thư trong lực lượng cứu hỏa Hoa Kỳ.

#### Căng thẳng tinh thần
Lính cứu hỏa thường phải nhìn thấy những điều kinh khủng trong công việc của họ. Điều này có thể khiến họ bị tổn thương về tinh thần, chẳng hạn như mắc chứng rối loạn căng thẳng sau chấn thương (PTSD) hoặc nghĩ đến việc tự tử. Tỷ lệ tự sát của phụ nữ Mỹ làm nghề cảnh sát và lính cứu hỏa cao hơn gấp nhiều lần so với bình thường. Theo Trung tâm kiểm soát và phòng ngừa dịch bệnh, tỷ lệ tự sát của phụ nữ làm nghề này là 14,1 trên 100.000 người. Căng thẳng kéo dài có thể dẫn đến các vấn đề sức khỏe tâm thần, chẳng hạn như lo lắng, cáu kỉnh, bồn chồn, rối loạn trí nhớ và tập trung, lo âu và trầm cảm. Một báo cáo năm 2014 của Quỹ Lính cứu hỏa Hy sinh Quốc gia cho thấy, trong một năm, khả năng một sở cứu hỏa xảy ra trường hợp tự sát cao gấp ba lần so với trường hợp tử vong khi làm nhiệm vụ.

#### Mất thính giác nghề nghiệp
Lính cứu hỏa thường xuyên tiếp xúc với âm thanh cường độ cao, có thể gây ra mất thính lực và ù tai. Mất thính lực do tiếng ồn (NIHL) thường bắt đầu ở các tần số cao, sau đó lan sang các tần số thấp hơn. Điều này có thể khiến việc giao tiếp trở nên khó khăn hơn, vì nhiều phụ âm nằm ở các tần số cao.

## Phạm vi phục vụ và khối lượng công việc
Ở thành phố, lính cứu hỏa thay phiên nhau làm việc 24/7 để luôn sẵn sàng chữa cháy khi có người gọi báo. Ở nông thôn, lính cứu hỏa chỉ làm việc khi có cháy, nhưng họ vẫn được đào tạo đầy đủ để đảm bảo an toàn cho mọi người. Ở Hoa Kỳ và Đức, lính cứu hỏa ở nông thôn thường làm việc không lương. Ở Anh và Ireland, lính cứu hỏa ở nông thôn được trả lương, nhưng họ chỉ làm việc khi có cháy. Họ được đào tạo và trang bị đầy đủ như lính cứu hỏa toàn thời gian.